# 大阪教育大学附属高等学校平野校舎
大阪教育大学附属高等学校平野校舎（おおさかきょういくだいがく ふぞくこうとうがっこう ひらのこうしゃ、英: Hirano Senior High School Attached to Osaka Kyoiku University）は、大阪府大阪市平野区流町に所在する国立高等学校。

## 概要
1972年に開校した。大阪教育大学の附属学校として、一般的な高等学校教育に加えて、教育実践の研究や教育実習生の受け入れなどを行っている。受験資格は、保護者と一緒に居住し通学時間が90分以内の者。
1学年あたり3クラス編成で、小規模となっている。
校歌は1978年に制定。1976年に校歌作成委員会が発足し、歌詞を関係者から公募。保護者が応募した原詞を元に補正を行い、大阪教育大学助教授（当時）の物部一郎名誉教授が作曲した。
2015年に文部科学省のスーパーグローバルハイスクール (SGH) に指定され、普遍的な価値をもつ”いのち” をテーマに、「医療・保健」「防災・減災」「格差・貧困」の3領域から選択した課題について研究活動に取り組んでいる。学校設定科目として「生命の倫理」「公共と経済」（高1）「大阪大学セミナー」（高2）が新設され、「理科アドバンス講座」では理系大学進学希望者が京都大学化学研究所を見学したり、海外研修（カナダ、タイ）を行ったりしている。国内外の学校・大学・企業との提携もおこなわれている。
また、SGHを発展させて、「世界で活躍できるイノベーティブなグローバル人材を育成する」ための文部科学省の2020年度「WWL（ワールド・ワイド・ラーニング）コンソーシアム構築支援事業」で「カリキュラム開発拠点校」に選ばれており、「Society5.0に向かう生徒と教員のための『学びの共同体』の構築」していく。
近隣に所在する附属5校園（附属幼稚園、附属平野小学校、附属平野中学校、附属特別支援学校）で連携し、ICT（情報通信技術）を活用した教育研究活動が行われており、その成果として「課題研究」の指導についての学習ツール「平野メソッド」を公開している。

## 沿革

### 略歴
大阪教育大学の附属学校は、天王寺（天王寺区・阿倍野区）・池田（池田市）にはそれぞれ小学校から高等学校まで設置されていた一方、平野には幼稚園・小学校・中学校はあったものの高等学校は併設されていなかった。
併設高校の設立を求める声が1960年代に学校関係者から上がるようになり、1970年、大阪教育大学の概算要求で初めて高校設立を盛り込んだ。しかし分散していた大学キャンパス（天王寺・池田・平野）の統合問題を優先するとして、高校増設の予算は見送られた。
大学は1971年5月、高校平野校舎増設の概算要求を再度おこなった。大学側は当初、重点事項という扱いをしておらず、附属高校設置については「附属学校の整備」の一つと位置づけていた。高校進学率の上昇に伴う高校生急増で一貫教育が役に立つということを理由として挙げ、また科学教育振興のために理数教科重視の教育課程を組む高校の増設や、大阪教育大学の特設理科教員養成課程・特設数学教員養成課程の学生の教育実習先とすることも、高校設置の理由として挙げられている。一方、附属平野学園（平野校地関連の附属学校の総称）関係者は、幼稚園・小学校・中学校の学級数を減らしてでも平野に附属高校の増設をという機運になった。関係者の声を反映し、大学側は重点事項として概算要求に組み込み、1971年末に文部省から高校設置の予算が付いた。
1972年開校の当初、附属平野中学校の校舎の一部を間借りし、また附属中学校の定員を一部減らす形で初年度の外部募集を実施せず、附属中学校卒業者のうち約3分の2が内部進学した。
翌1973年より同一敷地内に高校の独立校舎の建築が始まり、1974年9月に独立校舎へと移った。従来の講堂兼体育館を曳家で校内の別の場所に移動させ、その跡地に高校の独立校舎を建設している。中学校・高校の校舎を並列に配置して特別教室を共用できるようにしたことや、校舎管理部門の一本化を図ることを考慮して、校舎の位置が決められた。

### 年表
- 1972年1月16日 - 大阪教育大学附属高等学校平野校舎開設準備委員会が発足。
- 1972年4月1日 - 大阪教育大学附属高等学校平野校舎として開設
- 1973年 - 大阪教育大学教育学部附属高等学校平野校舎に改称
- 1974年8月31日 - 高校の独立校舎が落成
- 1978年4月15日 - 校歌制定
- 2004年 - 大阪教育大学の国立大学法人（独立行政法人）化に伴い、大阪教育大学附属高等学校平野校舎に改称
- 2014年4月1日 - 文部科学省のスーパーグローバルハイスクール (SGH) アソシエイト校に指定。
- 2014年9月 - 中華民国（台湾）高雄師範大学附属高級中学ならびにタイのトリアムウドムスクサ高校と交流協定締結
- 2015年3月 - 大阪大学と包括協定を締結。
- 2015年4月 - 文部科学省のスーパーグローバルハイスクール (SGH) に指定[1]

## 交通
- Osaka Metro谷町線 平野駅より南東へ約400m。

## 出身者

### 政治・行政
- 豊岡利昌 - 会計検査院（事務総長）官房審議官[7]
- 柳本顕 - 自由民主党（自民党）の衆議院議員

### 学者・医師
- 荻田和秀 - 医師。漫画・テレビドラマ『コウノドリ』のモデル。りんくう総合医療センター産婦人科部長
- 武田昌則 - 琉球大学法科大学院教授
- 藤井聡 - 京都大学大学院工学研究科教授
- 野田哲男 - 大阪工業大学教授

### 文学
- 仁木英之 - 小説家
- 波多野聖 - 作家、ファンドマネージャー

### 芸能
- 藤川貴央 - ラジオ大阪 (OBC) アナウンサー
- 中島芽生 - 日本テレビアナウンサー
- 久下真以子 - フリーアナウンサー